# Wunderbare Jahre/Episodenliste
Diese Episodenliste enthält alle Episoden der US-amerikanischen Dramedy Wunderbare Jahre, sortiert nach der US-amerikanischen Erstausstrahlung. Zwischen 1987 und 1993 entstanden in sechs Staffeln insgesamt 115 Episoden mit einer Länge von jeweils etwa 22 Minuten.

## Übersicht
| Staffel | Episodenanzahl | Erstausstrahlung USA | Erstausstrahlung USA | Deutschsprachige Erstausstrahlung | Deutschsprachige Erstausstrahlung |
| Staffel | Episodenanzahl | Premiere             | Finale               | Premiere                          | Finale                            |
| ------- | -------------- | -------------------- | -------------------- | --------------------------------- | --------------------------------- |
| 1       | 6              | 31. Januar 1988      | 19. April 1988       | 28. Februar 1990                  | 31. März 1990                     |
| 2       | 17             | 30. November 1988    | 16. Mai 1989         | 7. April 1990                     | 4. August 1990                    |
| 3       | 23             | 3. Oktober 1989      | 16. Mai 1990         | 11. August 1990                   | 20. April 1991                    |
| 4       | 23             | 19. September 1990   | 15. Mai 1991         | 4. Mai 1991                       | 20. Oktober 1995                  |
| 5       | 24             | 2. Oktober 1991      | 13. Mai 1992         | 23. Oktober 1995                  | 24. November 1995                 |
| 6       | 22             | 23. September 1992   | 12. Mai 1993         | 27. November 1995                 | 29. Dezember 1995                 |

## Staffel 1
| Nr. (ges.) | Nr. (St.) | Deutscher Titel                 | Originaltitel      | Erstausstrahlung USA | Deutschsprachige Erstausstrahlung (D) | Regie                      | Drehbuch                   |
| ---------- | --------- | ------------------------------- | ------------------ | -------------------- | ------------------------------------- | -------------------------- | -------------------------- |
| 1          | 1         | Jetzt wird’s ernst              | Pilot              | 31. Jan. 1988        | 28. Feb. 1990                         | Steve Miner                | Neal Marlens & Carol Black |
| 2          | 2         | Wehe, es lacht einer            | Swingers           | 22. März 1988        | 3. März 1990                          | Neal Marlens & Carol Black | Neal Marlens & Carol Black |
| 3          | 3         | Warum ist Dad eigentlich so?    | My Father’s Office | 29. März 1988        | 10. März 1990                         | Jeffrey D. Brown           | Neal Marlens & Carol Black |
| 4          | 4         | Die spinnen, die Hippies        | Angel              | 5. Apr. 1988         | 17. März 1990                         | Art Wolff                  | Neal Marlens & Carol Black |
| 5          | 5         | Und wenn sie nun auflegt?       | The Phone Call     | 12. Apr. 1988        | 24. März 1990                         | Jeffrey D. Brown           | Scott Frank                |
| 6          | 6         | Die Frauen sind mein Verhängnis | Dance with Me      | 19. Apr. 1988        | 31. März 1990                         | Arlene Sanford             | David M. Stern             |

## Staffel 2
| Nr. (ges.) | Nr. (St.) | Deutscher Titel              | Originaltitel                                                 | Erstausstrahlung USA | Deutschsprachige Erstausstrahlung (D) | Regie           | Drehbuch                   |
| ---------- | --------- | ---------------------------- | ------------------------------------------------------------- | -------------------- | ------------------------------------- | --------------- | -------------------------- |
| 7          | 1         | Sei nicht so ein Feigling    | The Heart of Darkness                                         | 30. Nov. 1988        | 7. Apr. 1990                          | Steve Miner     | Carol Black & Neal Marlens |
| 8          | 2         | Und sie liebt mich doch      | Our Miss White                                                | 7. Dez. 1988         | 14. Apr. 1990                         | Peter Baldwin   | Michael J. Weithorn        |
| 9          | 3         | Weihnachten in Farbe         | Christmas                                                     | 14. Dez. 1988        | 21. Apr. 1990                         | Steve Miner     | Bob Brush                  |
| 10         | 4         | Willst du mit mir gehen?     | Steady as She Goes                                            | 11. Jan. 1989        | 28. Apr. 1990                         | Steve Miner     | David M. Stern             |
| 11         | 5         | Nur zwischen uns             | Just Between Me and You and Kirk and Paul and Carla and Becky | 18. Jan. 1989        | 5. Mai 1990                           | Peter Baldwin   | Matthew Carlson            |
| 12         | 6         | Der Ton macht die Musik      | Pottery Will Get You Nowhere                                  | 1. Feb. 1989         | 12. Mai 1990                          | Daniel Stern    | Matthew Carlson            |
| 13         | 7         | Ein Klavier, ein Klavier!    | Coda                                                          | 8. Feb. 1989         | 19. Mai 1990                          | Beth Hillshafer | Todd W. Langen             |
| 14         | 8         | Der Basketball-Crack         | Hiroshima, Mon Frere                                          | 15. Feb. 1989        | 26. Mai 1990                          | Steve Miner     | Matthew Carlson            |
| 15         | 9         | Keiner mag dich, Wayne       | Loosiers                                                      | 28. Feb. 1989        | 2. Juni 1990                          | Steve Miner     | David M. Stern             |
| 16         | 10        | Friedenstauben               | Walk Out                                                      | 7. März 1989         | 9. Juni 1990                          | Steve Miner     | Matthew Carlson            |
| 17         | 11        | Kevin hat gesagt             | Nemesis                                                       | 14. März 1989        | 16. Juni 1990                         | Daniel Stern    | Matthew Carlson            |
| 18         | 12        | Schlag auf Schlag            | Fate                                                          | 28. März 1989        | 23. Juni 1990                         | Steve Miner     | Bob Brush                  |
| 19         | 13        | Paul wird ein Mann           | Birthday Boy                                                  | 11. Apr. 1989        | 7. Juli 1990                          | Steve Miner     | David M. Stern             |
| 20         | 14        | Brüderchen und Schwesterchen | Brightwing                                                    | 18. Apr. 1989        | 14. Juli 1990                         | Daniel Stern    | Matthew Carlson            |
| 21         | 15        | Ausgerechnet Margaret        | Square Dance                                                  | 2. Mai 1989          | 21. Juli 1990                         | Tom Moore       | Todd W. Langen             |
| 22         | 16        | Die Kindheit wird abgeholzt  | Whose Woods Are These?                                        | 9. Mai 1989          | 28. Juli 1990                         | Peter Horton    | Bob Brush                  |
| 23         | 17        | Die schönste Zeit des Jahres | How I’m Spending My Summer Vacation                           | 16. Mai 1989         | 4. Aug. 1990                          | Michael Dinner  | Jane Anderson              |

## Staffel 3
| Nr. (ges.) | Nr. (St.) | Deutscher Titel             | Originaltitel                        | Erstausstrahlung USA | Deutschsprachige Erstausstrahlung (D) | Regie            | Drehbuch                                          |
| ---------- | --------- | --------------------------- | ------------------------------------ | -------------------- | ------------------------------------- | ---------------- | ------------------------------------------------- |
| 24         | 1         | Eine Sommerliebelei         | Summer Song                          | 3. Okt. 1989         | 11. Aug. 1990                         | Michael Dinner   | Mark B. Perry                                     |
| 25         | 2         | Verfluchte Formeln          | Math Class                           | 10. Okt. 1989        | 18. Aug. 1990                         | Andy Tennant     | Tom Gammill & Max Pross                           |
| 26         | 3         | Wayne am Steuer             | Wayne on Wheels                      | 24. Okt. 1989        | 1. Sep. 1990                          | Beth Hillshafer  | Mark B. Perry                                     |
| 27         | 4         | Football oder Mom           | Mom Wars                             | 31. Okt. 1989        | 25. Aug. 1990                         | Daniel Stern     | Todd W. Langen                                    |
| 28         | 5         | So ein Theater              | On the Spot                          | 7. Nov. 1989         | 8. Sep. 1990                          | Matia Karrell    | Matthew Carlson                                   |
| 29         | 6         | Die besten Freunde          | Odd Man Out                          | 14. Nov. 1989        | 15. Sep. 1990                         | Peter Baldwin    | David M. Stern                                    |
| 30         | 7         | Neues Auto, neues Glück     | The Family Car                       | 21. Nov. 1989        | 22. Sep. 1990                         | Michael Dinner   | Debra Frank & Jack Weinstein                      |
| 31         | 8         | Ein Vulkan bricht aus       | The Pimple                           | 28. Nov. 1989        | 17. Nov. 1990                         | Matia Karrell    | David M. Stern & Todd W. Langen                   |
| 32         | 9         | Die Rechnung mit Trick      | Math Class Squared                   | 12. Dez. 1989        | 24. Nov. 1990                         | Daniel Stern     | Matthew Carlson                                   |
| 33         | 10        | Die Rock ‚n‘ Roll-Legende   | Rock’n Roll                          | 2. Jan. 1990         | 15. Dez. 1990                         | Michael Dinner   | Bob Stevens                                       |
| 34         | 11        | Oh, diese Frauen            | Don’t You Know Anything About Women? | 16. Jan. 1990        | 1. Dez. 1990                          | Jeffrey D. Brown | Tammy Ader                                        |
| 35         | 12        | Auf den Hund gekommen       | The Powers That Be                   | 23. Jan. 1990        | 8. Dez. 1990                          | Daniel Stern     | David M. Stern                                    |
| 36         | 13        | Lieber Freund – Liebesleid! | She, My Friend and I                 | 6. Feb. 1990         | 22. Dez. 1990                         | Peter Baldwin    | Kerry Ehrin                                       |
| 37         | 14        | Gib mir mein Herz zurück    | The St. Valentine’s Day Massacre     | 13. Feb. 1990        | 29. Dez. 1990                         | Matia Karrell    | Mark B. Perry                                     |
| 38         | 15        | Zurück auf die Bäume        | The Tree House                       | 20. Feb. 1990        | 5. Jan. 1991                          | Michael Dinner   | Matthew Carlson Idee: David M. Stern              |
| 39         | 16        | Tapfere Männer              | The Glee Club                        | 27. Feb. 1990        | 19. Jan. 1991                         | Jim McBride      | Todd W. Langen Idee: Bob Brush & Todd W. Langen   |
| 40         | 17        | Kuss auf Bestellung         | Night Out                            | 13. März 1990        | 2. Feb. 1991                          | Dan Lauria       | Todd W. Langen & Mark B. Perry Idee: Tammy Ader   |
| 41         | 18        | Hilfe SOS                   | Faith                                | 27. März 1990        | 16. Feb. 1991                         | Michael Dinner   | Matthew Carlson Idee: Bob Brush & Matthew Carlson |
| 42         | 19        | Helden                      | The Unnatural                        | 17. Apr. 1990        | 2. März 1991                          | Nick Marck       | Ian Gurvitz                                       |
| 43         | 20        | Nichts dauert ewig          | Good-bye                             | 24. Apr. 1990        | 16. März 1991                         | Michael Dinner   | Bob Brush                                         |
| 44         | 21        | Hände weg von meiner Mutter | Cocoa and Sympathy                   | 1. Mai 1990          | 30. März 1991                         | Peter Baldwin    | Winnie Holzman                                    |
| 45         | 22        | Ich gehe, Dad               | Daddy’s Little Girl                  | 8. Mai 1990          | 6. Apr. 1991                          | Jim McBride      | Todd W. Langen & Mark B. Perry                    |
| 46         | 23        | Alles wird anders           | Moving                               | 16. Mai 1990         | 20. Apr. 1991                         | Michael Dinner   | Jill Gordon & Bob Brush                           |

## Staffel 4
| Nr. (ges.) | Nr. (St.) | Deutscher Titel                 | Originaltitel                   | Erstausstrahlung USA | Deutschsprachige Erstausstrahlung (D) | Regie          | Drehbuch                                             |
| ---------- | --------- | ------------------------------- | ------------------------------- | -------------------- | ------------------------------------- | -------------- | ---------------------------------------------------- |
| 47         | 1         | Erwachsenwerden ist schwer      | Growing Up                      | 19. Sep. 1990        | 4. Mai 1991                           | Michael Dinner | Bob Brush                                            |
| 48         | 2         | Ein Unglück kommt selten allein | Ninth Grade Man                 | 26. Sep. 1990        | 18. Mai 1991                          | Daniel Stern   | Jill Gordon                                          |
| 49         | 3         | Operation ‚Schlummer-Party‘     | The Journey                     | 3. Okt. 1990         | 1. Juni 1991                          | Peter Werner   | Jeffrey Stepakoff                                    |
| 50         | 4         | Der Wert des Geldes             | The Cost of Living              | 10. Okt. 1990        | 15. Juni 1991                         | Nick Marck     | Mark Levin                                           |
| 51         | 5         | Es ist schwer, Idol zu sein     | It’s a Mad, Mad, Madeline World | 24. Okt. 1990        | 20. Juli 1991                         | Rob Thompson   | Eric Gilliland & Jeffrey Stepakoff                   |
| 52         | 6         | Verführerische Kochkunst        | Little Debbie                   | 7. Nov. 1990         | 3. Aug. 1991                          | Michael Dinner | Mark B. Perry                                        |
| 53         | 7         | Pauls Sieg                      | The Ties that Bind              | 14. Nov. 1990        | 17. Aug. 1991                         | Peter Baldwin  | Mark B. Perry                                        |
| 54         | 8         | Eigener Herd ist Goldes wert    | The Sixth Man                   | 28. Nov. 1990        | 31. Aug. 1991                         | Nick Marck     | David Chambers                                       |
| 55         | 9         | Der ungeliebte Weihnachtsmann   | A Very Cutlip Christmas         | 12. Dez. 1990        | 21. Dez. 1991                         | Michael Dinner | Mark Levin                                           |
| 56         | 10        | Politik stinkt                  | The Candidate                   | 9. Jan. 1991         | 21. Sep. 1991                         | Neal Israel    | Eric Gilliland Idee: David Chambers & Eric Gilliland |
| 57         | 11        | Gebrochene Herzen               | Heartbreak                      | 23. Jan. 1991        | 5. Okt. 1991                          | Andy Tennant   | David Chambers                                       |
| 58         | 12        | Der Party-Löwe                  | Denial                          | 30. Jan. 1991        | 19. Okt. 1991                         | Richard Masur  | Mark Levin Idee: Mark Levin & David Chambers         |
| 59         | 13        | Wer war Tante Rose?             | Who’s Aunt Rose?                | 6. Feb. 1991         | 2. Nov. 1991                          | Rob Thompson   | Mark B. Perry Idee: Jill Gordon                      |
| 60         | 14        | Hundstage                       | Courage                         | 13. Feb. 1991        | 16. Nov. 1991                         | Daniel Stern   | Mark B. Perry                                        |
| 61         | 15        | Der Stuhl des Grauens           | Buster                          | 27. Feb. 1991        | 30. Nov. 1991                         | Nick Marck     | Jill Gordon, Mark B. Perry Idee: Jeffrey Stepakoff   |
| 62         | 16        | Einkauf mit Hindernissen        | Road Trip                       | 6. März 1991         | 7. Dez. 1991                          | Ken Topolsky   | David Chambers                                       |
| 63         | 17        | Hallo, Schätzchen               | When Worlds Collide             | 20. März 1991        | 14. Dez. 1991                         | Lyndall Hobbs  | Eric Gilliland                                       |
| 64         | 18        | Umzugssorgen                    | Separate Rooms                  | 3. Apr. 1991         | 4. Jan. 1992                          | Michael Dinner | Bob Brush Idee: Jill Gordon & Bob Brush              |
| 65         | 19        | Ein Jahrbuch für die Ewigkeit   | The Yearbook                    | 10. Apr. 1991        | 11. Jan. 1992                         | Neal Israel    | David Chambers                                       |
| 66         | 20        | Ein neuer Anfang                | The Accident                    | 24. Apr. 1991        | 18. Jan. 1992                         | Richard Masur  | Jill Gordon Idee: Jill Gordon & Bob Brush            |
| 67         | 21        | Das geteilte Haus               | The House that Jack Built       | 1. Mai 1991          | 25. Jan. 1992                         | Ken Topolsky   | Mark B. Perry & Mark Levin                           |
| 68         | 22        | Eine Ära geht zu Ende           | Graduation                      | 8. Mai 1991          | 1. Feb. 1992                          | Michael Dinner | Bob Brush                                            |
| 69         | 23        | Meine beste Zeit                | The Wonder Years                | 15. Mai 1991         | 20. Okt. 1995                         | Nick Marck     | Mark B. Perry & Mark Levin                           |

## Staffel 5
| Nr. (ges.) | Nr. (St.) | Deutscher Titel               | Originaltitel             | Erstausstrahlung USA | Deutschsprachige Erstausstrahlung (D) | Regie             | Drehbuch                                        |
| ---------- | --------- | ----------------------------- | ------------------------- | -------------------- | ------------------------------------- | ----------------- | ----------------------------------------------- |
| 70         | 1         | Wie gewonnen, so zerronnen    | The Lake                  | 2. Okt. 1991         | 23. Okt. 1995                         | Michael Dinner    | Mark Levin                                      |
| 71         | 2         | Die Stunde Null               | Day One                   | 9. Okt. 1991         | 24. Okt. 1995                         | Daniel Stern      | Denise Moss & Sy Dukane                         |
| 72         | 3         | Krawattenzwang                | The Hardware Store        | 16. Okt. 1991        | 25. Okt. 1995                         | Ken Topolsky      | Craig Hoffmann                                  |
| 73         | 4         | Der Zauber der Lyrik          | Frank and Denise          | 23. Okt. 1991        | 26. Okt. 1995                         | David Greenwalt   | David Greenwalt                                 |
| 74         | 5         | Ohne Auto läuft nichts        | Full Moon Rising          | 30. Okt. 1991        | 27. Okt. 1995                         | Ken Topolsky      | Mark B. Perry                                   |
| 75         | 6         | Brüderlich geteilt            | Triangle                  | 6. Nov. 1991         | 30. Okt. 1995                         | Daniel Stern      | Sy Rosen                                        |
| 76         | 7         | Fußball? Nein, danke!         | Soccer                    | 20. Nov. 1991        | 31. Okt. 1995                         | Thomas Schlamme   | Mark Levin                                      |
| 77         | 8         | Herzlichen Glückwunsch, Dad   | Dinner Out                | 4. Dez. 1991         | 2. Nov. 1995                          | Bryan Gordon      | Gina Goldman                                    |
| 78         | 9         | Weihnachtsfeier? Nein, danke! | Christmas Party           | 11. Dez. 1991        | 3. Nov. 1995                          | Jim McBride       | Sy Dukane & Denise Moss                         |
| 79         | 10        | Auf Sand gebaut               | Pfeiffer’s Choice         | 18. Dez. 1991        | 6. Nov. 1995                          | Ken Topolsky      | Mark B. Perry                                   |
| 80         | 11        | Parken will gelernt sein      | Road Test                 | 8. Jan. 1992         | 7. Nov. 1995                          | Thomas Schlamme   | Craig Hoffmann                                  |
| 81         | 12        | Der alte Mann und das Auto    | Grandpa’s Car             | 15. Jan. 1992        | 8. Nov. 1995                          | Michael Dinner    | Mark Levin                                      |
| 82         | 13        | Entweder oder                 | Kodachrome                | 29. Jan. 1992        | 9. Nov. 1995                          | David Greenwalt   | Gina Goldman                                    |
| 83         | 14        | Die Army ruft                 | Private Butthead          | 5. Feb. 1992         | 10. Nov. 1995                         | Nick Marck        | Sy Rosen                                        |
| 84         | 15        | Ein Haus voller Frauen        | Of Mastodons and Men      | 12. Feb. 1992        | 13. Nov. 1995                         | Thomas Schlamme   | Mark Levin                                      |
| 85         | 16        | Die Viererbande               | Double Double Date        | 26. Feb. 1992        | 14. Nov. 1995                         | Peter Baldwin     | Sy Rosen & Mark B. Perry                        |
| 86         | 17        | Das Basketball-Genie          | Hero                      | 11. März 1992        | 15. Nov. 1995                         | Stephen Cragg     | David Greenwalt                                 |
| 87         | 18        | Mahlzeit!                     | Lunch Stories             | 18. März 1992        | 16. Nov. 1995                         | Ken Topolsky      | Sy Dukane & Denise Moss                         |
| 88         | 19        | Die Kunst zu lieben           | Carnal Knowledge          | 25. März 1992        | 17. Nov. 1995                         | Nancy Cooperstein | David Greenwalt                                 |
| 89         | 20        | Ein prima Wochenende          | The Lost Weekend          | 8. Apr. 1992         | 20. Nov. 1995                         | Arthur Albert     | Sivert Glarum & Stephen Jenkins Idee: Rob Cohen |
| 90         | 21        | Gute Nacht!                   | Stormy Weather            | 22. Apr. 1992        | 21. Nov. 1995                         | Ken Topolsky      | Denise Moss & Sy Dukane                         |
| 91         | 22        | Ja, ich will!                 | The Wedding               | 29. Apr. 1992        | 22. Nov. 1995                         | Peter Baldwin     | Mark B. Perry                                   |
| 92         | 23        | Arbeiten – nein, danke!       | Back to the Lake          | 6. Mai 1992          | 23. Nov. 1995                         | Michael Dinner    | Mark Levin                                      |
| 93         | 24        | Hamburger mit Eifersucht      | Broken Hearts and Burgers | 13. Mai 1992         | 24. Nov. 1995                         | Ken Topolsky      | Craig Hoffman                                   |

## Staffel 6
| Nr. (ges.) | Nr. (St.) | Deutscher Titel                | Originaltitel                             | Erstausstrahlung USA | Deutschsprachige Erstausstrahlung (D) | Regie           | Drehbuch                                                    |
| ---------- | --------- | ------------------------------ | ----------------------------------------- | -------------------- | ------------------------------------- | --------------- | ----------------------------------------------------------- |
| 94         | 1         | Von großen und kleinen Kriegen | Homecoming                                | 23. Sep. 1992        | 27. Nov. 1995                         | Michael Dinner  | Bob Brush                                                   |
| 95         | 2         | Die Wildnis ruft               | Fishing                                   | 30. Sep. 1992        | 28. Nov. 1995                         | Greg Beeman     | Phil Doran                                                  |
| 96         | 3         | Immer auf Hochzeit             | Scenes from a Wedding                     | 7. Okt. 1992         | 29. Nov. 1995                         | Michael Dinner  | Jon Harmon Feldman Idee: Michael Curtis & Gregory S. Malins |
| 97         | 4         | Frisch gestrichen              | Sex and Economics                         | 14. Okt. 1992        | 30. Nov. 1995                         | Ken Topolsky    | John Harmon Feldman Idee: John Bunzel                       |
| 98         | 5         | Zwei Kandidaten                | Politics as Usual                         | 21. Okt. 1992        | 1. Dez. 1995                          | Bryan Gordon    | Craig Hoffman                                               |
| 99         | 6         | Die Lüge                       | White Lies                                | 28. Okt. 1992        | 4. Dez. 1995                          | Peter Baldwin   | Jon Harmon Feldman & Robin Riordan                          |
| 100        | 7         | Neue Freundin, alte Freundin   | Wayne and Bonnie                          | 11. Nov. 1992        | 5. Dez. 1995                          | Greg Beeman     | Sy Rosen                                                    |
| 101        | 8         | Eine Frühlingsrolle, bitte!    | Kevin Delivers                            | 25. Nov. 1992        | 6. Dez. 1995                          | Arthur Albert   | Frank Renzulli                                              |
| 102        | 9         | Risiko                         | The Test                                  | 2. Dez. 1992         | 7. Dez. 1995                          | Ken Topolsky    | Robin Riordan                                               |
| 103        | 10        | Fröhliche Weihnachten          | Let Nothing You Dismay                    | 16. Dez. 1992        | 27. Dez. 1995                         | Ken Topolsky    | Craig Hoffman                                               |
| 104        | 11        | Frohes neues Jahr              | New Years                                 | 6. Jan. 1993         | 29. Dez. 1995                         | Tom Moore       | Jon Harmon Feldman                                          |
| 105        | 12        | Liebe geht durch den Wagen     | Alice in Autoland                         | 13. Jan. 1993        | 8. Dez. 1995                          | Arthur Albert   | Robin Riordan                                               |
| 106        | 13        | Wo spielen die Rolling Stones? | Ladies and Gentlemen … The Rolling Stones | 27. Jan. 1993        | 11. Dez. 1995                         | Peter Baldwin   | Kim Friese                                                  |
| 107        | 14        | Der Neue                       | Unpacking                                 | 3. Feb. 1993         | 12. Dez. 1995                         | Greg Beeman     | Sy Rosen & Bob Brush                                        |
| 108        | 15        | Kampfmaschine Kevin            | Hulk Arnold                               | 10. Feb. 1993        | 13. Dez. 1995                         | Ken Topolsky    | Kim Friese                                                  |
| 109        | 16        | Nasenprobleme                  | Nose                                      | 24. Feb. 1993        | 14. Dez. 1995                         | David Greenwalt | Sy Rosen                                                    |
| 110        | 17        | Die Macht der Finsternis       | Eclipse                                   | 3. März 1993         | 15. Dez. 1995                         | Stephen Cragg   | Craig Hoffman                                               |
| 111        | 18        | Glücksspiel                    | Poker                                     | 24. März 1993        | 18. Dez. 1995                         | David Greenwalt | Jon Harmon Feldman Idee: Max Mutchnick & David Kohan        |
| 112        | 19        | Frauenpower                    | The Little Women                          | 31. März 1993        | 19. Dez. 1995                         | Ken Topolsky    | David M. Wolf                                               |
| 113        | 20        | Klassentreffen                 | Reunion                                   | 28. Apr. 1993        | 20. Dez. 1995                         | Arthur Albert   | Robin Riordan Idee: Mark B. Perry                           |
| 114        | 21        | Endlich frei                   | Summer                                    | 12. Mai 1993         | 21. Dez. 1995                         | Michael Dinner  | Sy Rosen                                                    |
| 115        | 22        | 4. Juli                        | Independence Day                          | 12. Mai 1993         | 28. Dez. 1995                         | Michael Dinner  | Bob Brush                                                   |